# Нагуляк Онуфрій Михайлович
Нагуляк Онуфрій Михайлович (1890, с. Новосілка, нині Заліщицький район Тернопільської області — 21 листопада 1937, м. Куйбишев (нині Самара) Російська Федерація) — український військовий діяч, поручник УГА, один з польових командирів ЧУГА, жертва сталінського терору.

## Життєпис

### Ранні роки
Народився в багатодітній селянській родині. Був старшим із п’яти дітей, де окрім нього в подружжя Нагуляків були сини Василь, Іван, доньки Магда та Ганна. Батько мав невелике господарство — 7 моргів землі (бл. 4,13 га). Нагуляки користувались повагою серед односельців. Дітей виховували в патріотичному дусі, з шаною до людей і християнської віри.
Змалку Онуфрій виявляв неабиякі здібності до навчання: у чотири роки вже вмів читати і рахувати. У 1897–1902 роках навчався в п’ятикласній школі в селі Новосілка Костюкова. Його здібності помітив місцевий священник о. Омелян Боярський, який переконав родину дати синові можливість продовжити освіту. 7 квітня 1902 року, під час святкової служби на Благовіщення, о. Боярський звернувся до парафіян із закликом допомогти Онуфрієві фінансово. До кінця червня того ж року вдалося зібрати понад 250 золотих, а ще 200 додав сам священник.
У 1903–1908 роках Онуфрій навчався в Коломийській вчительській гімназії, яку закінчив із золотою медаллю. Після отримання рекомендаційного листа від директора гімназії Софрона Недільського вступив у Львівський університет (1909). У 1905–1914 роках був членом УСДП Галичини.

### Служба в австро-угорській і галицькій арміях
Під час Першої світової війни служив у австро-угорському війську. Був ув’язнений за образу жандарма, а згодом потрапив у полон до італійських військ як підпоручник 41-го Буковинського піхотного полку, де перебував із жовтня 1918 до вересня 1919 року. Повернувся додому через Боснію разом із польськими військовополоненими.
У листопаді 1919 року приєднався до УГА, де очолив стрілецький підрозділ і взяв участь у боях проти польських військ. Був військовослужбовцем 8-ї Самбірської бригади УГА.

### Служба в ЧУГА та РСЧА
Згодом перейшов до Червоної УГА. Опісля її розпаду у квітні 1920 року обіймав посаду комісара, а згодом і командира 402-го стрілецького Галицького полку. Його цінували як командири, так і підлеглі — за військовий хист і авторитет.
Із листопада 1919 року служив у Червоній армії, де обіймав такі посади:
до січня 1920 — комісар військовополонених;
березень 1920 — січень 1921 — комісар Галицького запасного батальйону;
січень 1921 — серпень 1922 — військовий комісар 402-го Галицького полку;
серпень 1922 — червень 1923 — військовий комісар 133-го полку;
червень 1923 — серпень 1924 — військовий комісар 135-го полку;
серпень 1924 — жовтень 1927 — комісар кавалерійської школи ім. Будьонного (Єлисаветград);
з жовтня 1927 — комісар школи червоних старшин.
У 1933 році вступив до Військової академії ім. Фрунзе в Москві. Навчався успішно, отримав середній бал 4,72, зокрема високі оцінки з іноземних мов і російської. Після закінчення навчання в академії, в 1936 році був направлений на посаду помічника інспектора вищих навчальних закладів Приволзького військового округу.

## Родина
Його дружина — Теодозія Луганко, медсестра УГА з села Малашівці Зборівського повіту. Вони разом пройшли через війну й мирне життя, мешкали у Харкові та Москві.

## Репресії та реабілітація
23 липня 1937 року Онуфрія та його дружину Теодозію заарештували. Обох розстріляли 21 листопада того ж року в м. Куйбишев (нині Самара, РФ). 
5 квітня 1965 року Військовий трибунал Московського військового округу ухвалив рішення про їхню посмертну реабілітацію.